# Richard Hidalgo (andinista)
Richard Hidalgo (Lima, 14 de febrero de 1967-Makalu, frontera entre China y Nepal, 8 de mayo de 2019) fue un montañista peruano y guía de montaña miembro de la Asociación de Guías de Montaña del Perú (AGMP) y de la Unión Internacional de Asociaciones de Guías de Montaña (UIAGM).
Fue el primer andinista peruano en acceder a la cumbre de seis de las catorce montañas arriba de 8000 m s.n.m. sin oxígeno complementario.

## Biografía
Dio sus primeros pasos como montañista en el desaparecido Club Andino Peruano a inicios de los años 90, donde desde un inicio destacó por su entusiasmo y capacidad como escalador. Ascendió varias cimas muy difíciles en la Cordillera Blanca como el Cayesh (5721 m) y el Ocshapalca (5881 m), además subió en solitario la pared SE del Cashán Este (5716 m) y la arista O del Huascarán Sur (6746 m).

## Muerte
En la mañana del 8 de mayo de 2019 fue encontrado sin vida en su tienda ubicada en el campo 2 de la montaña Makalu, a 6600 m s.n.m., por los sherpas miembros de su expedición. El primer ministro del Perú, Salvador del Solar, lamentó el fallecimiento del montañista y dispuso su repatriación.

## Cronología de sus cumbres
| Cumbre        | País                                                          | Altitud | Año  | Ref.   |
| ------------- | ------------------------------------------------------------- | ------- | ---- | ------ |
| Shisha Pangma | región autónoma del Tíbet, en China                           | 8013    | 2006 | [ 10 ] |
| Cho Oyu       | frontera entre Nepal y la región autónoma del Tíbet, en China | 8201    | 2007 | [ 10 ] |
| Manaslu       | Nepal                                                         | 8156    | 2011 | [ 10 ] |
| Annapurna     | Nepal                                                         | 8091    | 2012 | [ 10 ] |
| Kilimanjaro   | Tanzania                                                      | 5891    | 2014 | [ 11 ] |
| Misti         | Arequipa, Perú                                                | 5825    | 2014 | [ 12 ] |
| Chachani      | Arequipa, Perú                                                | 6025    | 2014 | [ 12 ] |
| Gasherbrum II | frontera de China y Pakistán                                  | 8034    | 2015 | [ 10 ] |
| Broad Peak    | frontera de China y Pakistán                                  | 8051    | 2017 | [ 13 ] |
| Aconcagua     | Argentina                                                     | 6960    | 2018 | [ 11 ] |